# Užventis
Užventis (ryska: Ужвентис) är en ort i Litauen. Den ligger i den nordvästra delen av landet, 200 km nordväst om huvudstaden Vilnius. Užventis ligger 122 meter över havet och antalet invånare är 827.
Terrängen runt Užventis är platt. Runt Užventis är det ganska glesbefolkat, med 24 invånare per kvadratkilometer. Närmaste större samhälle är Varniai, 18,6 km väster om Užventis. Omgivningarna runt Užventis är en mosaik av jordbruksmark och naturlig växtlighet.